# República Centroafricana en los Juegos Olímpicos de Tokio 2020
La República Centroafricana estuvo representada en los Juegos Olímpicos de Tokio 2020 por dos deportistas, un hombre y una mujer, que compitieron en dos deportes.
Los portadores de la bandera en la ceremonia de apertura fueron el atleta Francky Mbotto y la nadadora Chloe Sauvourel. El equipo olímpico centroafricano no obtuvo ninguna medalla en estos Juegos.